# Laitakari (ö i Finland, Egentliga Finland, lat 60,75, long 21,38)
Laitakari är en ö i Finland. Den ligger i Skärgårdshavet och i kommunen Nystad i landskapet Egentliga Finland, i den sydvästra delen av landet. Ön ligger omkring 59 kilometer nordväst om Åbo och omkring 210 kilometer väster om Helsingfors.
Öns area är 8,3 hektar och dess största längd är 470 meter i öst-västlig riktning.